# Termitomyces titanicus
Der Termitomyces titanicus ist ein mit Termiten vergesellschafteter Blätterpilz der Gattung Termitomyces (Termitenpilze) aus der Familie der Raslingsverwandten. Vor Ort ist er auch unter dem Namen Chingulungulu oder auch Igihefu bekannt. Im Osten von Sambia nennt man den Pilz Utale. Mit Fruchtkörpern, die im Durchschnitt ca. 100 cm erreichen, gilt er laut dem Guinness-Buch der Rekorde als größter Blätterpilz des Planeten.

## Merkmale

### Makroskopische Merkmale
Der Hut hat einen Durchmesser von durchschnittlich einem Meter. Der Stiel erreicht eine Länge von 50 Zentimetern. Der gesamte Fruchtkörper wiegt im Durchschnitt 2,5 Kilogramm.
Die Oberfläche ist in der Mitte dunkelgrau und verläuft bis zum Rand hin ins Weiße. Sie kann aber auch komplett weiß sein oder einen gräulich braunen Farbton aufweisen. Der Rand ist leicht bis stark wellig und kann bei älteren Exemplaren zum Teil nach unten gebogen sein. Manche Pilze weisen eine zerfurchte Oberfläche auf. Die Lamellen sind cremefarbig bis weiß, jedoch dunkler als die Hutfarbe.
Der Stiel ist schmutzig weiß. Er ist festfleischig, ringlos und bildet keine Knolle. Die Stielform ist zylindrisch bis leicht bauchig.

### Mikroskopische Merkmale
Die Fruchtkörper entstehen an Myzelien, die bis in die Pilzkammern der Termitenhügel reichen, mit denen diese Pilzart in einem symbiotischen System lebt.

## Ökologie

### Inhaltsstoffe
Aus der Art Termitomyces titanicus wurden unter anderen amidgebundene Fettsäure (FAA) isoliert.

### Verbreitung
Der ausschließlich in Afrika vorkommende Pilz ist in Sambia und Tansania verbreitet. Er wächst in der Nähe von Termitenhügeln.

## Bedeutung
Der Termitomyces titanicus gilt als guter Speisepilz. In Sambia wird er auf Märkten verkauft.